# Waltz For Debbie
Waltz For Debbie war ein schwedisches Indie-Pop-Duo aus Lund.

## Geschichte
Waltz For Debbie wurde 1996 von Annica Lundbäck und Martin Permer gegründet. Die beiden trafen sich in Lund an der Universität, wo sie zu dieser Zeit studierten. Sie entwickelten einen Sound, der sich am Elektropop von Dubstar und Saint Etienne orientiert, wobei Martin Permer die Songs komponierte und Annica Lundbäck sie stimmlich interpretierte. 1997 nahmen sie ihr erstes Demo auf und brachten bei Stockholm Records ihre erste Single You & I & Brett & Alice heraus, die sich allerdings schlecht verkaufte. 1999 wurde Labrador Records auf die beiden aufmerksam und vermarktete die nachfolgende Single He Loves Anna. Im Januar 2000 folgte die Single Once Upon a Time, die in Schweden ein großer Radio-Hit wurde. Beide Singles erschienen auch auf ihrem Debütalbum Gone and Out, das im Juni 2000 in Schweden herauskam und 2001 auch in Spanien, Japan und den USA erhältlich war. Später zog Martin Permer nach Malmö und Annica Lundbäck übersiedelte nach Stockholm, wo sie als Journalistin arbeitete. Dies gestaltete die weitere Zusammenarbeit schwierig, so dass es bisher keine weiteren Veröffentlichungen oder Auftritte der beiden gab.

## Trivia
- 2001 begann Martin Permer eigene Aufnahmen von Songs, die nicht in das Format von Waltz For Debbie gepasst hatten, und brachte das Ergebnis als Solo-Album mit dem Titel Summerdays Attract the Pain heraus. Martin Permer arbeitete auch mit Club 8 zusammen.
- Waltz for Debby ist ein Album des Bill Evans Trios aus dem Jahr 1961.

## Diskografie

### Alben
- 2000: Gone and Out (Labrador)

### Singles
- 1998: You & I & Brett & Alice (Stockholm)
- 1999: He Loves Anna (Labrador)
- 2000: Once Upon a Time (Labrador)